# Бад-Глайхенберг
Бад-Глайхенберг (нем. Bad Gleichenberg) — коммуна в Австрии, курорт, расположен в федеральной земле Штирия. 
Входит в состав округа Зюдостштайермарк.  Население составляет 2100 человек (на 31 декабря 2005 года). Занимает площадь 13,7 км².

## Политическая ситуация
Бургомистр коммуны — Христине Зигель (АНП) по результатам выборов 2005 года.
Совет представителей коммуны (нем. Gemeinderat) состоит из 15 мест.
- АНП занимает 10 мест.
- СДПА занимает 4 места.
- Зелёные занимают 1 место.